# سی‌اس‌اس نوس

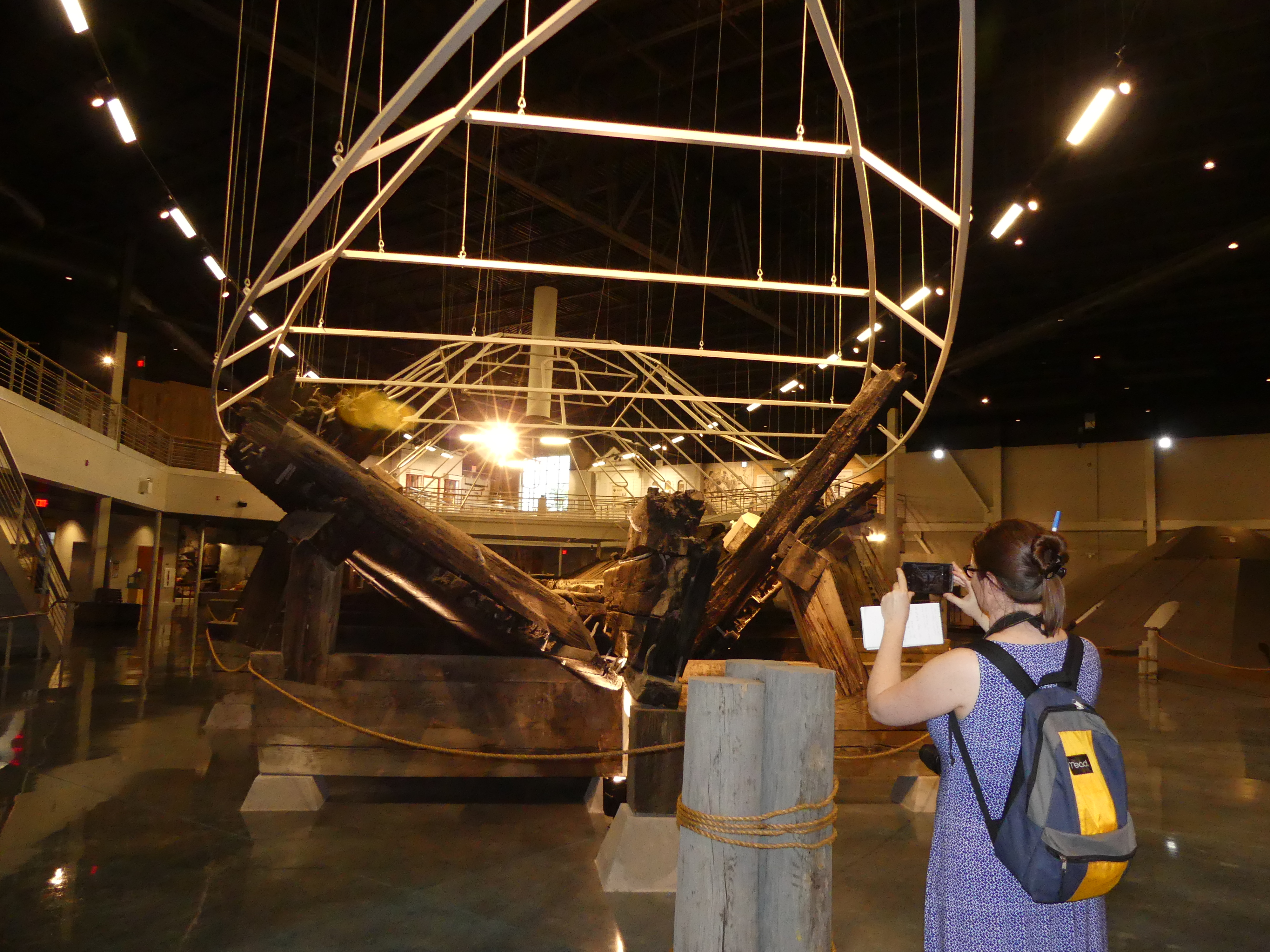
سی اس‌اس نوس در موزه Neuse در کینستون

سی‌اس‌اس نوس (به انگلیسی: CSS Neuse) یک کشتی بود که طول آن ۱۵۲ فوت (۴۶ متر) بود. این کشتی در سال ۱۸۶۳ ساخته شد.